# Wulkow (Neuruppin)
Wulkow ist ein Ortsteil von Neuruppin im Landkreis Ostprignitz-Ruppin in Brandenburg und liegt neun Kilometer östlich der Kernstadt. Charakteristisch für das heutige Wulkow ist der Reitsport und die dort befindliche Justizvollzugsanstalt (JVA).

## Geografie
Das Angerdorf Wulkow liegt ca. 9 km östlich vom Stadtkern Neuruppins entfernt zwischen Alt Ruppin und Herzberg an der Bundesstraße 167. Der Ortsteil grenze nach Osten an den Werbellinsee (Neuruppin).

## Geschichte
Das Dorf Wulkow wird erstmals 1280 in Zusammenhang mit Johann von Wulkow urkundlich erwähnt und auch in weiteren Urkunden als Wulckow, Wulckowe  und Wulkon bezeichnet. Im Jahre 1328 tritt ein Heinrich von Wulkow hervor. Um 1490 bis 1524 war Wulkow ein Teil der im Kern reichsunmittelbaren Herrschaft Ruppin unter der Landesherrschaft der Grafen von Lindow-Ruppin. Zu Zeiten der Grafen war der sogenannte Wulkower Pfarrherr zur Filiale Nietwerder gehörig auch Schloss-Kaplan zu Alt Ruppin.
Im Jahre 1525 gehört das Dorf, außer den beiden Rittergütern, dem Kurfürsten Joachim I. (Brandenburg). Das eine Rittergut besaß die Familie von Bashut (ein Vertreter Henning von Bashut wird in Zusammenhang mit einem Ritterlehen der Geschichte von Hertzberg erwähnt) und das andere Engel von Barstorf (Schloss-Hauptmann zu Alt Ruppin). Die beiden Rittergüter wurden später zu einem Gut vereinigt.
Im Jahre 1541 wird der erste lutherische Prediger Johann Schönberg genannt.
Durch die Nachwirkungen des Dreißigjährigen Krieges hatte Wulkow 7 Höfe verloren.
Einige Bauernhöfe wurden im Jahre 1680 gegen Einnahmen (Ravenüen) in Nietwerder an den Gutsbesitzer Zacharias Tonnies (auch Tönnies) getauscht.
Tönnies ließ um 1690 nördlich von Wulkow ein Gutshaus erbauen. Das Gutshaus wurde mehrmals neu- und umgebaut und letztlich 2009 vom Land Brandenburg abgerissen. Es erinnert heute nur ein Gedenkstein auf dem Dorfanger an dieses historisch wertvolle Gebäude.
Als Nachfolger wurden diese Gutsbesitzer verzeichnet, Familie von Anhalt, derer von Meden, von Schätzel, von Pauli, von Seel (Oberst des Zieten’schen Husaren-Regiments (1741–1786), gefallen in der Schlacht bei Hochkirch) und von Teiffel (auch Offizier des Zieten’schen Husaren-Regiments) der die Erbpachtanteile des Amtes Alt Ruppin besaß.
Das Gut bestand aus dem Besitz von 19 freien Hufen und einen Forst von 2252 Morgen Erlen- (Ellern) und Kiefernwald (Kiehnen). Das Dorf Wulkow besaß vier Kossäten, 13 Ganzbauern (Vollhüfner) mit 40 kontribunal Hufen und die Pfarrei hatte drei Pfarrhufen.
In den Jahren 1749, 1751 und 1760 dezimierten immer wieder Tierseuchen den Tierbestand und am 24. Januar 1781 brannte ein Kossätenhof ab.
Das Dorf hatte 40 Wohnstätten (Feuerstellen) und unter den 286 Einwohnern im Jahre 1798 befanden sich 1 Schäfer, Gärtner, Schmidt, 13 Einlieger, 3 Leineweber, 2 Zimmerleute, 64 Dienstboten und 4 Hirten. Zu dieser Zeit hatte der Gutsbesitzer das Patronatsrecht der zur Inspektion Ruppin gehörenden Kirche.
Als nächste Besitzer werden Oberstleutnant Gottlob von Schenkendorff (1745–1801) und dann sein Sohn Major Friedrich Wilhelm von Schenckendorff (1794–1861); (Landrat von 1842 bis 1861 in Neuruppin) bei Theodor Fontane genannt. Dieser war auch Rechtsritter des Johanniterordens und Stiftvorsteher vom Fräuleinstift zum Heiligen Grabe in der Ostprignitz. Der Pfarrer zu Wulkow war von 1854 bis 1883 Georg Wilhelm Eduard Licht.
Am 1. Juli 1874 unterzeichnete der Kammerherr und Oberstleutnant a. D. Graf Philipp Conrad zu Eulenburg (1820–1889) zu Liebenberg den Kaufvertrag für das Rittergut Wulkow mit dem Eigentümer, dem Rittmeister des Zieten’schen Husaren-Regiments Joseph Friedrich von Schenckendorff. Dieser war der Erbnachfolger seines Vaters, Landrat von Schenckendorff. Zu dieser Zeit bestand der Rittergutskomplex aus 3225 Morgen und 27 Ruthen für Wulkow und dem Rittergut Gühlen mit 5449 Morgen 65 Ruthen.
Der nachfolgende Besitzer wird der älteste Sohn von Graf Philipp, der königliche Gerichtsassessor Dr. jur. (Doktor der Rechte) Graf Philipp Friedrich Karl Alexander Botho zu Eulenburg (1847–1921), auch Legationssekretär (ab 1878) bei der Kaiserlichen Gesandtschaft in Stockholm. Anschließend übernahm der Berliner Bankier Enno Russell das Gut Wulkow, mindestens von 1914 bis 1932. Danach erwarb er ein Gut in Hessen und verlegte nach dort seinen Hauptwohnsitz. Gut Wulkow umfasste um 1929 etwa 801 ha.
Von 1952 bis 1990 gehörte Wulkow zum Kreis Neuruppin im Bezirk Potsdam, dann bis 1993 zum Landkreis Neuruppin.
Am 6. Dezember 1993 wurde Wulkow nach Neuruppin eingemeindet.

### Einwohnerentwicklung
| Jahr      | 1766 | 1785 | 1798 | 2017 |
| Einwohner | 206  | 216  | 286  | 517  |

### Historische Landwirtschaft
| Aussaat     | Weizen               | Roggen                 | Gerste                 | Hafer                 | Erbsen               | Wicken      | Buchweizen           | Kartoffeln            | Leinsamen            |
| Menge       | 1 Winspel 9 Scheffel | 30 Winspel 10 Scheffel | 10 Winspel 19 Scheffel | 26 Winspel 6 Scheffel | 4 Winspel 5 Scheffel | 13 Scheffel | 1 Winspel 9 Scheffel | 13 Winspel 2 Scheffel | 1 Winspel 9 Scheffel |
| Tierbestand | Pferde               | Rinder                 | Schafe                 |                       |                      |             |                      |                       |                      |
| Stück       | 78                   | 232                    | 1335                   |                       |                      |             |                      |                       |                      |

## Sehenswürdigkeiten

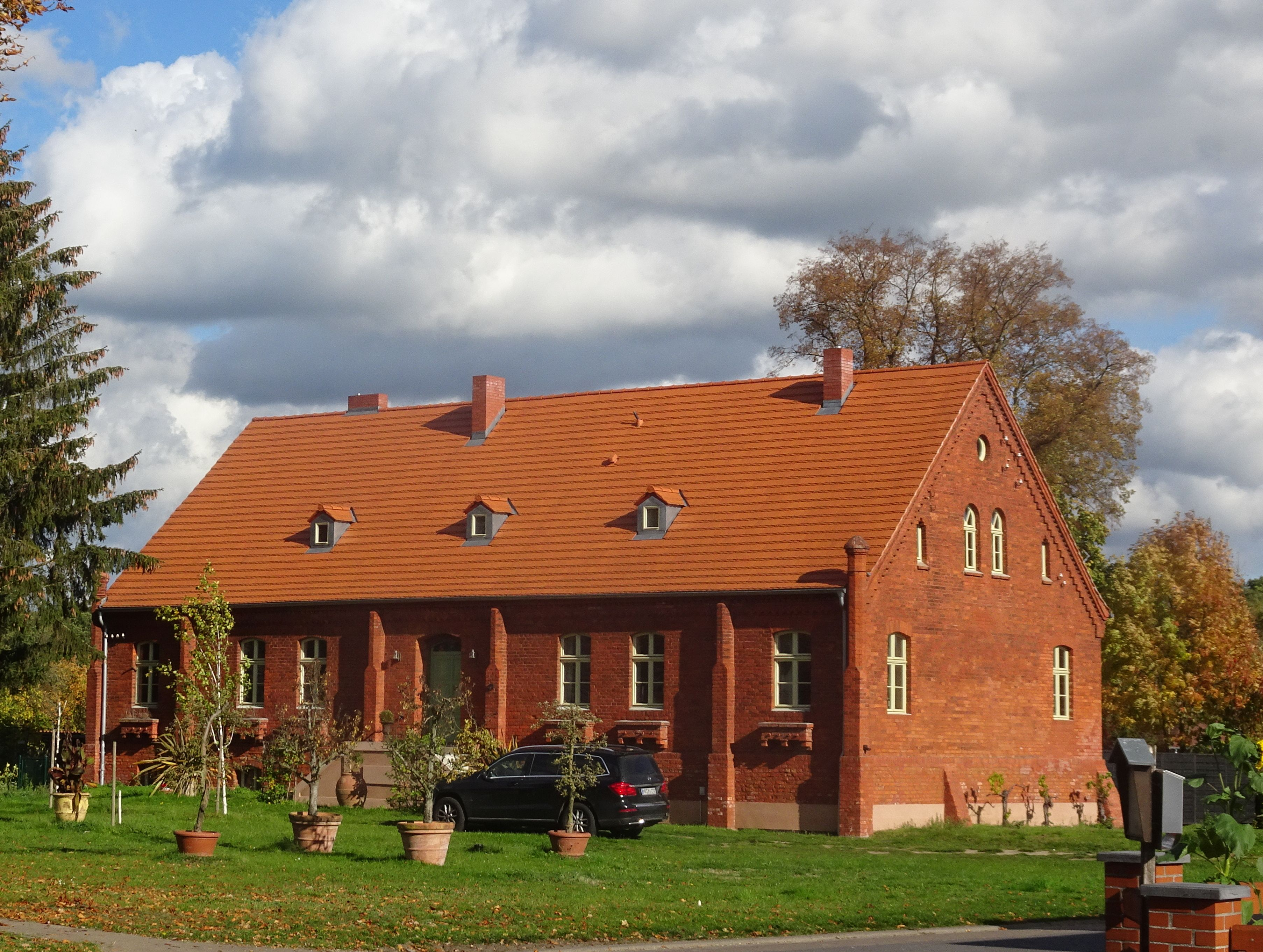
Gutsförsterei Wulkow

- Die Dorfkirche Wulkow, eine Feldsteinkirche mit einem Ostgiebel aus Backsteinen, stammt aus dem 16. Jahrhundert. Die Kanzel dieser Kirche ist reich mit Akanthusblättern und Muscheln verziert.
- Zum ehemaligen Gutshof mit einem barocken Herrenhaus liegen benachbart eingeschossige Gutsarbeiterhäuser.

## Gedenkstätten

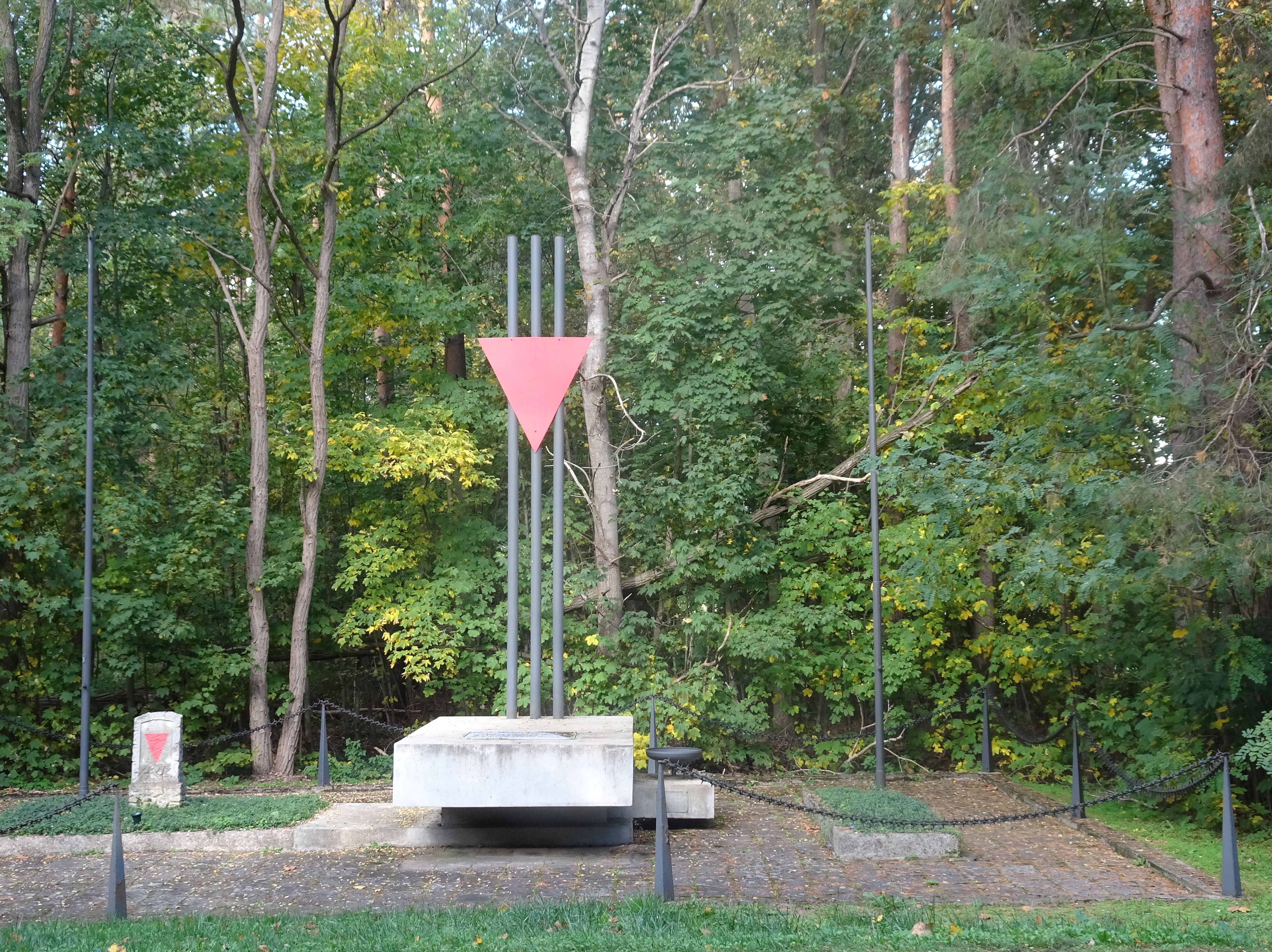
Wulkow Denkmal Todesmarsch (NS-Zeit)

Eine weitere Besonderheit bildet das Mahnmalensemble an der Straße nach Herzberg, mit dem seit 1963 der mehr als 100 Opfer eines Todesmarsches der Häftlinge des KZ Sachsenhausen gedacht wird, die während des Zweiten Weltkrieges im Stahl- und Walzwerk Hennigsdorf  Zwangsarbeit verrichten mussten. Überlebende Mithäftlinge aus Polen gestalteten 1975, am 30. Jahrestag der Befreiung vom Nationalsozialismus, eine Gedenkplatte in deutscher und polnischer Sprache, mit der sie an das Schicksal von zwei ihrer Kameraden erinnern.

## Verkehr
- An Wulkow führt die Bundesstraße 167 entlang.
- Wulkow liegt an der Bahnstrecke Neustadt–Herzberg.

## Persönlichkeiten
- Karl Friedrich August Kahnis, heiratete Elisabeth von Schenckendorf(f)-Wulkow; das Paar lernte sich in Berlin kennen
- Henry Boynton Smith (1815–1877), Theologe aus den USA, besuchte Anfang 1840 Wulkow[16]
- Wilhelm Friedrich Besser, lebte in Wulkow
- August Dietrich Rische, lebte in Wulkow

## Politik

### Ortsbeirat
- Ortsvorsteher: Sven Deter (CDU)
- Ortsbeiratsmitglieder: Michael Krüger, Jacqueline Pleßow (CDU)[1]